# Chiole
Chiole ist ein Dorf in Malawi etwa zwei Kilometer östlich des Ortes Ntcheu in der gleichnamigen Provinz.

## Geschichte
Das Dorf befindet sich auf ehemaligem Missionsland britischer Missionare, wovon die evangelische Kirche von 1907 zeugt. Am 27. Oktober 2007 nahm der Präsident von Malawi Bingu wa Mutharika an der Feier zum 100-jährigen Bestehen dieses Gebäudes teil.

## Kinderdorf Malo A Mcherezo
Auf dem Land der Kirche ist im September 2002 das Kinderdorf Malo A Mcherezo entstanden, was auf Chichewa „Ort der Geborgenheit“ bedeutet. Hier werden derzeit etwa 200 Waisenkinder versorgt. Einige von ihnen wohnen in dem Projekt, andere kommen täglich aus 30 weiteren Dörfern der Umgebung zu Fuß.
Seit dem 20. Oktober 2007 hat das Kinderdorf einen eigenen Brunnen. Die Bohrung liefert etwa einen Kubikmeter Wasser pro Stunde aus einer Tiefe von 60 Metern. Das Projekt betreibt für die Eigenversorgung und den Verkauf von Fleisch eine Viehzucht. Eine Molkerei, in der auch Käse und Joghurtprodukte hergestellt werden, schließt sich an.

## Wasserversorgung
Das Dorf Chiole hat eine eigene Handwasserpumpe, die von den Dorfbewohnern genutzt wird. In dem Tal hat das staatliche Wasserwerk drei Wasserbrunnen, in denen aus einer Tiefe von 50 bis 70 Metern insgesamt etwa 154 Kubikmeter pro Stunde Wasser gefördert werden. Aus dem Tal wird das Wasser über einen Zwischenbehälter, der Chiole versorgt, auch nach Ntcheu befördert.